# Miran Mozetič
Miran Mozetič, slovenski izumitelj in kajakaš na divjih vodah, * 20. junij 1925, Solkan.

## Življenje in delo
Ljudsko in strokovno šolo je obiskoval v rojstnem kraju, nadaljeval v Gorici na šoli za umetnost ter leta 1951 v Ljubljani maturiral na strojnem oddelku Srednje tehniške šole. Med 2. svetovno vojno se je udeležil narodnoosvobodilne borbe, kjer je bil radiotelegrafist v enotah 9. korpusa. Od leta 1957 je bil zaposlen pri podjetju Soške elektrarne Nova Gorica. Leta 1978 je razvil turbinski regulator za upravljanje malih vodnih turbin, ki je bil prvič uporabljen na mali hidroelektrarni Gradišče pri Prvačini. Za ta izum je leta 1980 prejel nagrado Kidričevega sklada za inovacije.
Mozetič se je že v letih 1947/1948 uveljavil kot kajakaš na mirnih vodah, kasneje pa je prešel na divje vode in bil v letih 1956−1963 stalni član jugoslovanske državne reprezentance kajakašev na divjih vodah. Udeležil se je dveh svetovnih prvenstev v kajaku, in sicer v Ženevi (1959) in avstrijskem Špitalu (1963). Na jugoslovanskih prvenstvih v kajaku je dosegal visoke uvrstitve , najboljšo leta 1965, ko je postal državni prvak v slalomu. Kot član Brodarskega društva Nova Gorica (sedaj KK Soške elektrarne) pa se udeležil tudi vrste domačih in mednarodnih tekmovanj.